# Digue du Croult

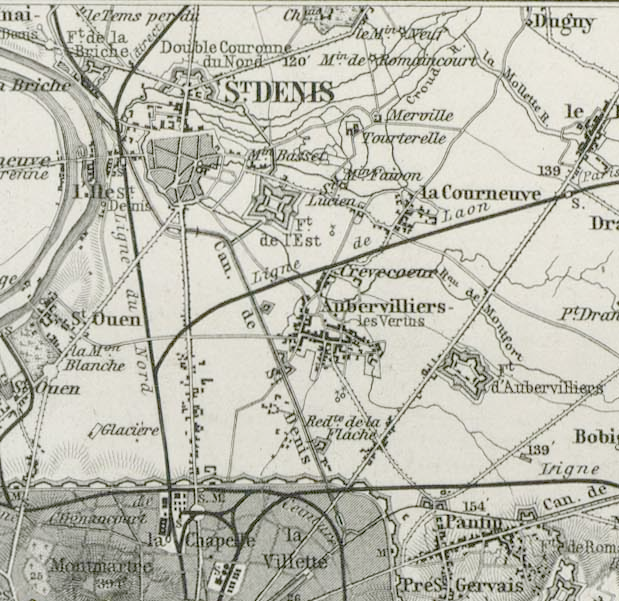
Carte datant de 1871 et indiquant les trois forts de Saint-Denis : fort de la Briche, fort de la Double-Couronne du Nord, fort de l'Est, ainsi que le fort d'Aubervilliers et les fortifications de Paris.
On y distingue la digue du Croult, le long de l'avenue les reliant

La digue du Croult est une fortification, sur le Croult, qui reliait le fort de la Double-Couronne au fort de la Briche et à la Seine.